# Cran (typographie)

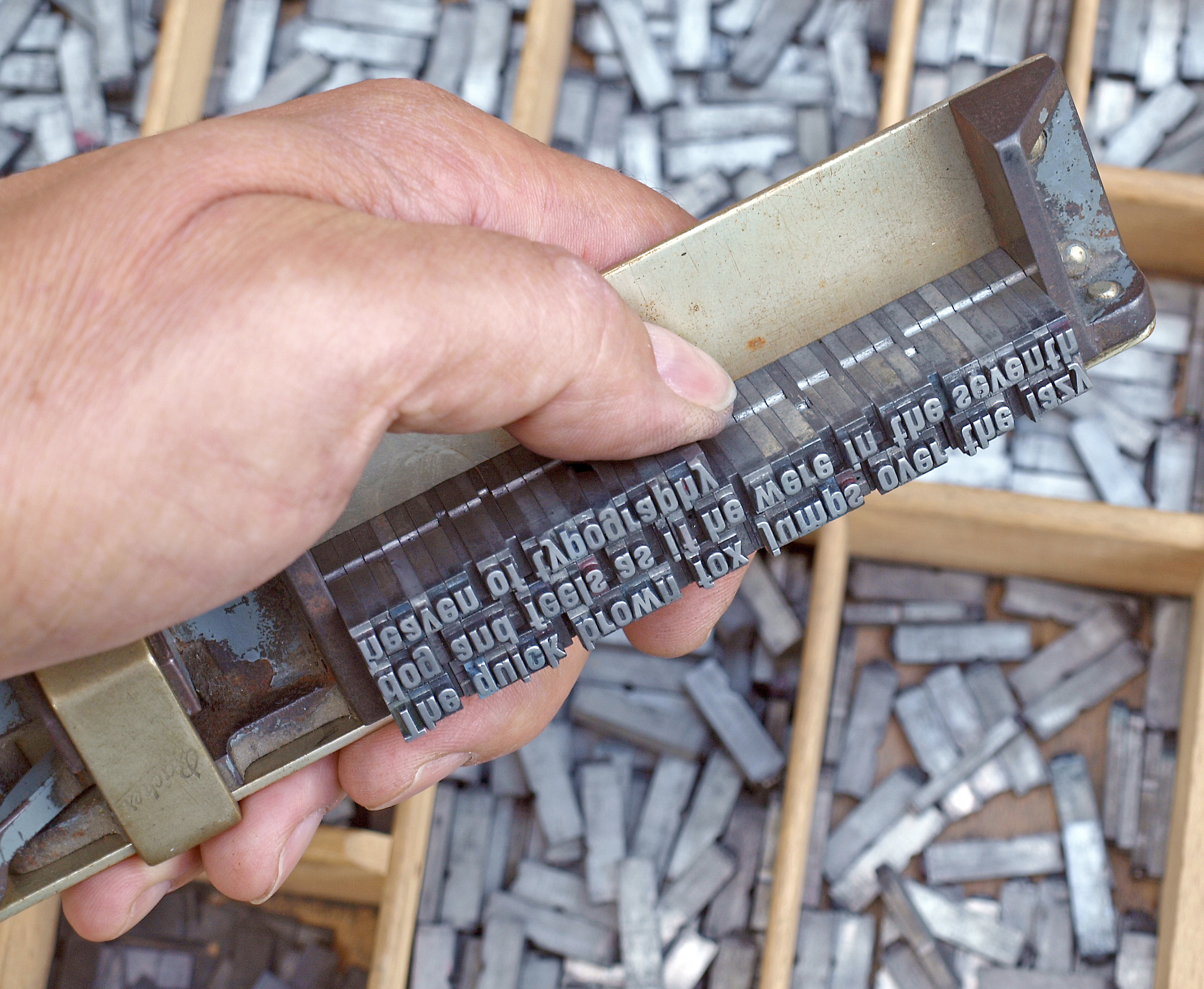
Composition dans le composteur : on voit le cran dessus, les caractères sont placés tête en bas, donc ils sont en réalité « cran dessous » (Allemagne).

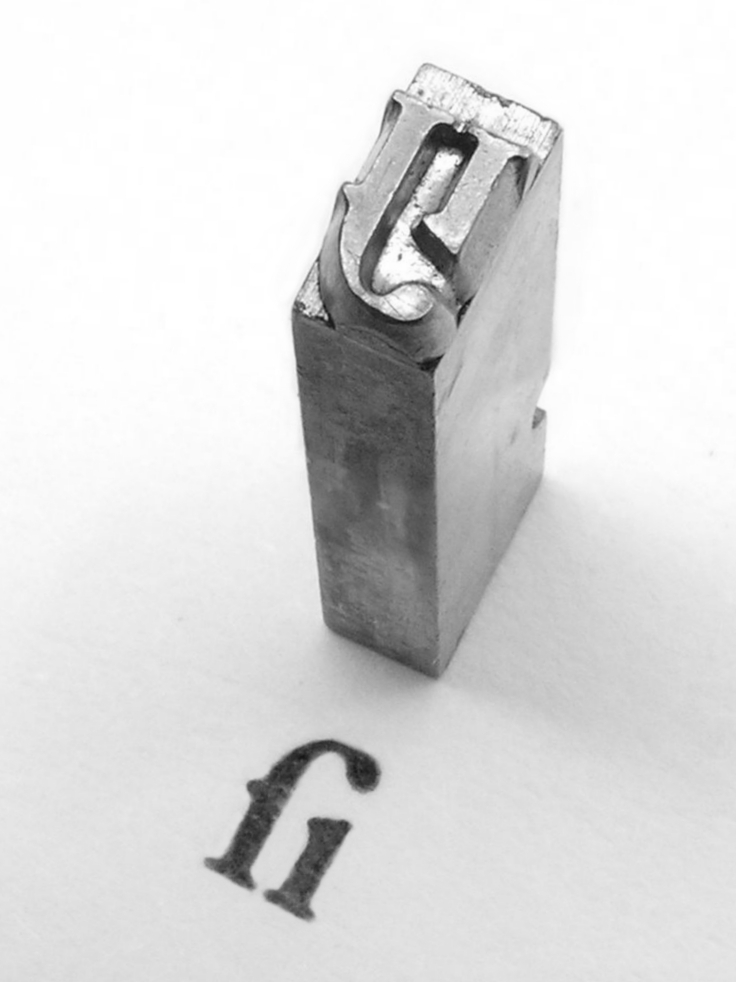
Caractère ligature Garamond : le cran (visible à l’arrière) est « dessous », donc « dessus » à la composition.

En typographie, le cran est une entaille arrondie pratiquée dans le tige d’un caractère typographique en plomb, soit du côté inférieur, soit du côté supérieur, selon les pays.

## Utilisation
Le cran permet au typographe, par simple toucher, de placer le caractère dans le bon sens dans son composteur : « cran dessus » ou « cran dessous ».
Cette expression prête à confusion, et Fournier le déplore déjà dans son Manuel. En effet, en France la tradition est de faire le cran dessus, c’est-à-dire en partie supérieure, « du côté où sont les accents ». Mais les typographes disent « cran dessous », car ils placent le caractère tête en bas dans le composteur, donc le cran est en bas. Dans d’autres pays — en Allemagne, en Hollande, en Flandre et même dans le Lyonnais —, c’est l’inverse.
Fournier signale encore que certains caractères portent deux crans au lieu d’un : ce sont les caractères de petits corps, de taille intermédiaire entre des tailles courantes, et qu’il est difficile de distinguer : ce sont les Mignonne (7 pt), Gaillarde (9 pt) et Philosophie (11 pt), qui ne sont que des semi-corps, qui ne diffèrent des autres corps que d’un point typographique, alors que les autres diffèrent de deux points. D’autre part, les imprimeurs pouvaient ajouter, au moyen d’un rabot spécial, des crans supplémentaires pour identifier certains caractères.
Le cran est formé par une saillie de section semi-circulaire dans un des flancs du moule, à l’origine faite avec une section de câble, d’où le cran arrondi, et plus tard on utilisa une réglette, qui donna un cran à bords droits.